# Melchior Wathelet (père)
Pour les articles homonymes, voir Melchior Wathelet.
Melchior Wathelet est un homme politique belge, membre du cdH, né le 6 mars 1949 à Petit-Rechain. Il est Ministre-président de l'exécutif régional wallon de 1985 à 1988 et plusieurs fois Vice-Premier ministre belge. Il est ministre d'État. Il est le sixième de sa lignée à s'appeler Melchior Wathelet. Il est le père de Melchior Wathelet (Melchior Wathelet Junior a également appelé un de ses fils Melchior).

## Diplômes
- Diplôme du fondamental à l'école des Sacrés-Cœurs de Petit-Rechain
- Diplôme d'humanités gréco-latines au Collège Saint-François-Xavier (Verviers)
- 1972 : licence en droit
- 1974 : licence en sciences économiques à l'université de Liège
- 1976 : Master of Laws à l'université Harvard
- 1976-1977 : aspirant au Fonds national de la recherche scientifique

## Carrière académique
Il commence sa carrière académique comme assistant des professeurs J. Stassart (économie politique) et R. Joliet (droit européen) de l'université de Liège.
Il est invité par :
- l'université catholique de Louvain de 1998 à 2011[1].
- l'université d'État de Louisiane en 1998, 2000, 2001 et 2004
- l'université Lyon-III en 2002, 2003 et 2004
- l'université de Vienne en 2004
- l'université de Hambourg en 2005.
- la KU Leuven en 2020, 2021, 2022.
- l'Université de Bourgogne[2].

Il enseigne le droit institutionnel européen à l'université de Liège et le contentieux européen à l’université catholique de Louvain. Il est également chargé de cours à l'université du Luxembourg, à l'université Paris-Dauphine, à l'université de Bourgogne, à l'université Lyon-III et professeur invité à l'université de Szeged. Il est maintenant à la retraite. 

## Fonctions politiques
Fonctions ministérielles
- 1980 à 1995 : Membre du Conseil régional wallon.
- 1980 à 1981 : Secrétaire d'État à l'Économie régionale.
- 1981 à 1985 : Ministre de la Région wallonne, chargé des Technologies nouvelles, des PME, de l’Aménagement du territoire et des Forêts.
- 1985 à 1988 : Ministre président PSC de la Région wallonne (chargé des Technologies nouvelles, des Relations extérieures, des Affaires générales et du Personnel)
- 3 février au 10 mai 1988 : Vice-président du bureau du Conseil régional wallon.
- 1988 au 1991: Vice-Premier-ministre chargé de la Justice
- 1988 à 1992 : Ministre de la Justice et des Classes moyennes.
- 1992 à 1995 :  Ministre de la Justice et des Affaires économiques et des Victimes de guerre
- 1995 : Ministre de la Défense.
- 2009 : Ministre d'État

- 1976 : Conseiller communal, Verviers.

Fonctions électives 
- 1977-1995 : député fédéral à la Chambre des représentants de Belgique.
- 1977 - 1995 : Conseiller communal de Verviers

## Fonctions judiciaires
Il est juge à la Cour de justice des Communautés européennes de 1995 à 2003. Il est avocat général à la Cour de justice de l'Union européenne de 2012 à 2018.

## Libération deMarc Dutroux
Le 6 avril 1992, le ministre de la Justice, Melchior Wathelet, décide de remettre Marc Dutroux, qui avait obtenu des permissions de sortie et des congés pénitentiaires en janvier de la même année, en liberté conditionnelle après avoir accompli la moitié de sa peine (sa date de libération définitive est le 13 mars 1998) et sur base d'avis favorables de l'administration et de la Conférence de la prison. Dutroux kidnappera Julie et Melissa en juin 1995, trois ans après sa libération.
Même si sa signature figure bel et bien au bas du document, on ne peut lui imputer la pleine et entière responsabilité de cet acte. En effet, si une demande de libération conditionnelle de Marc Dutroux est arrivée sur le bureau du ministre de la Justice de l'époque, c'est que cette demande a passé, avec succès, de nombreuses autres étapes et donc, que cette demande rentrait dans les critères d'octroi de la liberté conditionnelle. Toutefois, lors du très long et coûteux procès de Dutroux, où étaient présents les parents de Julie et Melissa et le ministre Wathelet, de nombreuses personnalités ainsi que le public se sont offusqués que, pas une seule fois, Melchior Wathelet n'ait exprimé envers les parents dévastés un quelconque mot d'excuse ou de regret. Le cynisme et la froideur du ministre lui ont valu de ne jamais être réélu lors des élections régionales ou fédérales futures, ce qui ne l'a pas empêché de se tourner alors vers une carrière de parlementaire au sein du Parlement européen.
En tant que ministre de la Justice, il a, selon David Canter (en), « encouragé la libération anticipée de nombreux criminels sexuels » ; le cas de Marc Dutroux a amené le Parlement européen à demander sa démission.
Wathelet a été impliqué en personne comme faisant partie d'un réseau organisé de maltraitance sexuelle sur enfants par deux témoins séparés lors des répercussions de l'affaire Dutroux : Régina Louf (qui se déclare victime de prostitution et maltraitance sur enfant organisées) et Pascal Willens (un psychologue belge travaillant avec deux jeunes victimes de maltraitance âgées de 8 à 10 ans).
Le témoignage entier de Régina Louf est par la suite remis en cause par les autorités belges malgré diverses autres déclarations corroborantes de témoins et sa connaissance de faits spécifiques concernant des cas qui n'étaient à l'époque connus que de la police.

## Distinctions
- Citoyen d'honneur de Liège (2012)[9]